# Mi (glazbeni sastav)
Mi su rock sastav osnovan 1966. godine u Šibeniku.
Snimili su tri singla i bili su vrlo popularni na top ljestvicama. Više puta zajedno su nastupili s Josipom Lisac, Alenkom Pinterič i Krunoslavom Slabincem, koji su pri tom svoje izvedbe prilagođavali Miovcima. Razišli su se 1972. godine, a nanovo su se okupili u originalnoj postavi 2001. godine.

## Povijest sastava
Grupa Mi osnovana je u jesen 1966. godine u Šibeniku od bivših članova Magneta i Mjesečara. Originalnu postavu činili su; Neven Mijat (prvi vokal, orgulje, trombon), Mirko Vukšić (gitara, vokal), Siniša Škarica (bas-gitara, vokal), Berislav Baranović (ritam gitara), Aljoša Gojanović (saksofon, tenor i bas), Nikica Šprljan (bubnjevi). Sljedeće godine članovi grupe su otišli na studije u Zagreb.
Sastav se umjesto snimanju ploča i festivala više bazirao na plesne dvorane i klubove gdje su održali brojne koncerte, a kratko su nastupali i na sjeveru Italije. Njihove plesne večeri bile su rezervirane u Studentskom centru, a pjevač Neven Mijat glasio je za najboljeg domaćeg soul pjevača šezdesetih godina. Zbog Mijatovog crnačkog vokala publika i mediji definirali su ih kao R&B kvintet. Svoj prvi samostalni koncert održali su 9. ožujka 1967. godine u prepunoj sali kina "Zagreb". U veljači 1969. godine nastupili su u Milanu u elitnom klubu "Wanted saloon", te su tada zbog želje da završe studije, odbili ponudu talijanske diskografske kuće i ostanak u Italiji.
Početkom 1970. godine snimili su prve snimke u studiju Radio Zagreba, a skladbe "Dijana" i "Sjećanja" objavljene su kao njihov debitantski singl.
Gojanović nakratko odlazi u Robote, ali se 1968. godine zajedno s Joškom Krnčevićem (truba) vraća u Miovce. Nastavljaju svirati soul fanfarama i brass zvukom, koji postaje njiho zaštitni znak sve do kraja 1971. kada su se razišli. U međuvremenu pridružio im se i Slaven Beban (tenor saksofon), koji je bio originalni član sastava Maked. Krajem 1970. godine nakon što je završio medicinu, napušta ih Mirko Vukšić, a u sastav kao autor i aranžer dolazi Vedran Božić. Nakon što je završio studij, sastav napušta Neven Mijat, te počinje raditi kao asistent na Elektrotehničkom fakultetu (danas redovni profesor).
U originalnoj postavi (7+1) nanovo se okupljaju trideset godina poslije, 2001. godine.

## Diskografija
- 1970. - "Dijana" / "Sjećanja" (Jugoton)
- 1971. - "Bam bam ba ba lu bam" / "Ljubav ti više nije važna" (Jugoton)
- 1971. - "Jednog od ovih dana" / "La-la-la" (Jugoton)

## Vanjske poveznice
- Discogs.com - Mi